# NGC 130
NGC 130 je galaksija u zviježđu Ribe.

## Vanjske poveznice
- SEDS: NGC 0130